# Curiejeva temperatura
| Feromagnetski materijal | Curiejeva temperatura (K) |
| Željezo, α-Fe           | 1043                      |
| Kobalt, Co              | 1388                      |
| Nikal, Ni               | 627                       |
| Gadolinij, Gd           | 293                       |
| Disprozij, Dy           | 85                        |
| Hematit, α-Fe2O3        | 956                       |

Curiejeva temperatura je temperatura iznad koje feromagnetična tvar gubi svoja feromagnetska svojstva i postaje paramagnetična. Ime je dobila po francuskom fizičaru Pierreu Curieju.
Pri temperaturama nižim od Curiejeve magnetski momenti atoma unutar magnetskih domena djelomično su jednako usmjereni. Približavanjem temperature Curiejevoj temperaturi, termičko gibanje atoma sve više narušava ovo zajedničko usmjerenje. Pri Curiejevoj temperaturi ukupna magnetizacija jednaka je nuli tako da materijal postaje paramagnetičan.